# Occhio alla vedova
 Occhio alla vedova è un film del 1976 diretto da Sergio Pastore.

## Trama
Concetta Li Causi, privata del marito Oreste dalla mafia, è ambita dal bolognese Marcello e dal postino Carlo. Oltre ai due, esistono anche altri pretendenti poiché la vedova è ricca; ma la mafia interviene onde conservarla in perenne solitudine.